# السهلة (القفر)

تعديل مصدري - تعديل

السهلة هي إحدى قرى عزلة بني سباء بمديرية القفر التابعة لمحافظة إب، بلغ تعداد سكانها 236 نسمة حسب تعداد اليمن لعام 2004.